# Fortuna Sittard Stadion
El Fortuna Sittard Stadion es un estadio de usos múltiples ubicado en la ciudad de Sittard en la provincia de Limburgo, Países Bajos. Fue inaugurado en 1999 y es utilizado por el club Fortuna Sittard que milita en la Eredivisie, la máxima categoría del fútbol en los Países Bajos, El estadio posee una capacidad de 12.500 personas y fue inaugurado el 14 de noviembre de 1999 con un juego entre el Fortuna Sittard y el FC Schalke 04.
Construido en el sitio de un polígono industrial en 1999, reemplazó al ex estadio del Fortuna Sittard, el Stadion De Baandert. Desde su inauguración en 1999 hasta el año 2008, el estadio fue conocido como "Wagner & Partners Stadion". En 2009 pasó a llamarse "Trendwork Arena" por el auspicio de la agencia de empleo temporal holandesa Trend Work Uitzendgroep, el nombre se utilizó hasta 2013, en la temporada 2013-14 fue rebautizado Offermans Joosten Stadion por el auspicio de la compañía de seguros y finanzas Offermans Joosten Groep. En julio de 2014 el contrato fue terminado y el estadio paso a llamarse Fortuna Sittard Stadion.